# Moretus (cratère)
Pour les articles homonymes, voir Moretus.
Moretus est un cratère lunaire situé au sud de la face visible de la Lune. Il se trouve au nord-ouest du cratère Gruemberger au nord du cratère Cysatus et Clavius et au nord-est du cratère Curtius. Les bords du cratère retombent vers l'intérieur sous forme de larges terrasses. Le plancher intérieur est relativement plat. Un pic central s'élève jusqu'à plus de deux kilomètres de hauteur.
En 1935, l'Union astronomique internationale a donné, à ce cratère lunaire, le nom de l'astronome et mathématicien belge Théodore Moretus.

## Cratères satellites

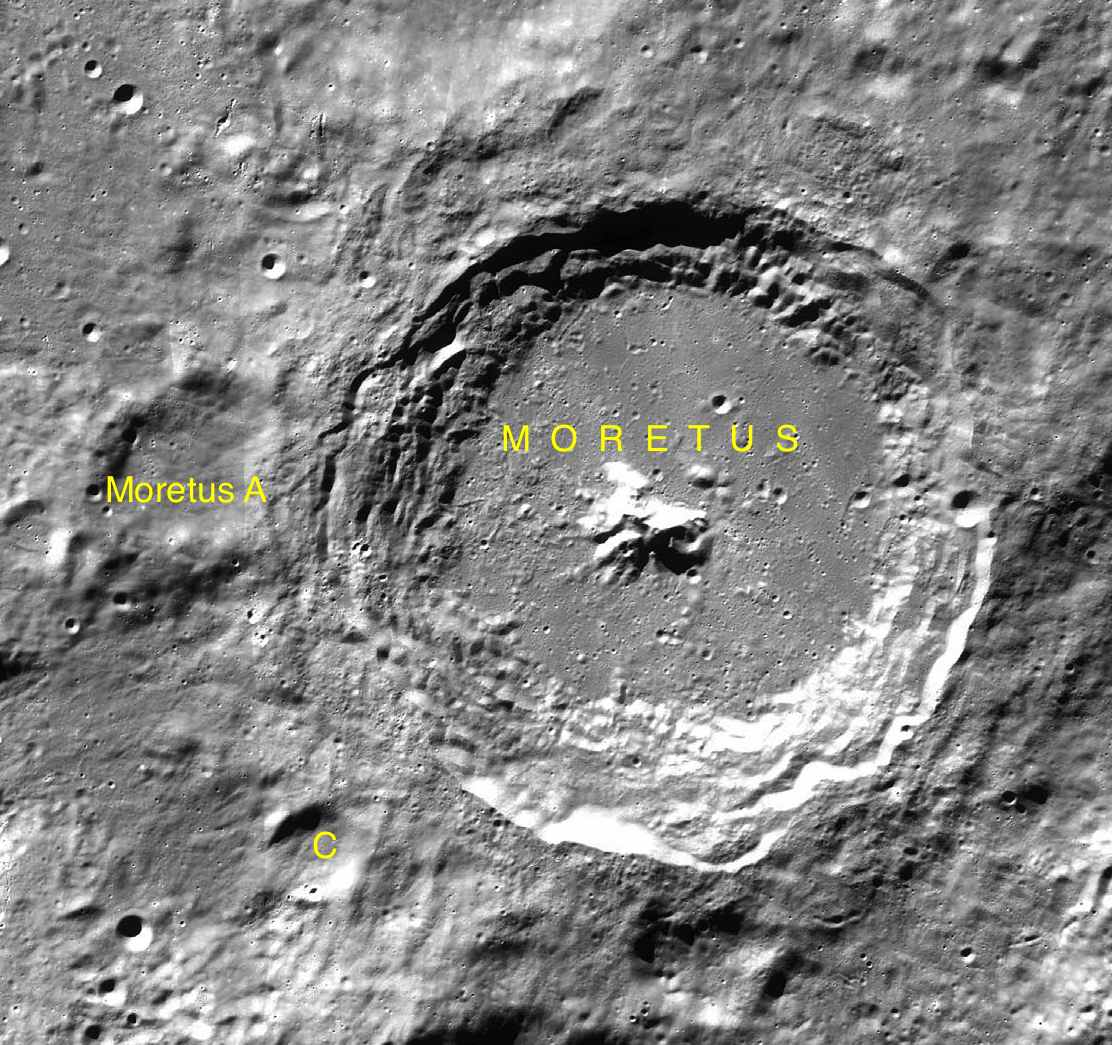
Carte des cratères satellites de Moretus.

Par convention, les cratères satellites sont identifiés sur les cartes lunaires en plaçant la lettre sur le côté du point central du cratère qui est le plus proche de Moretus.

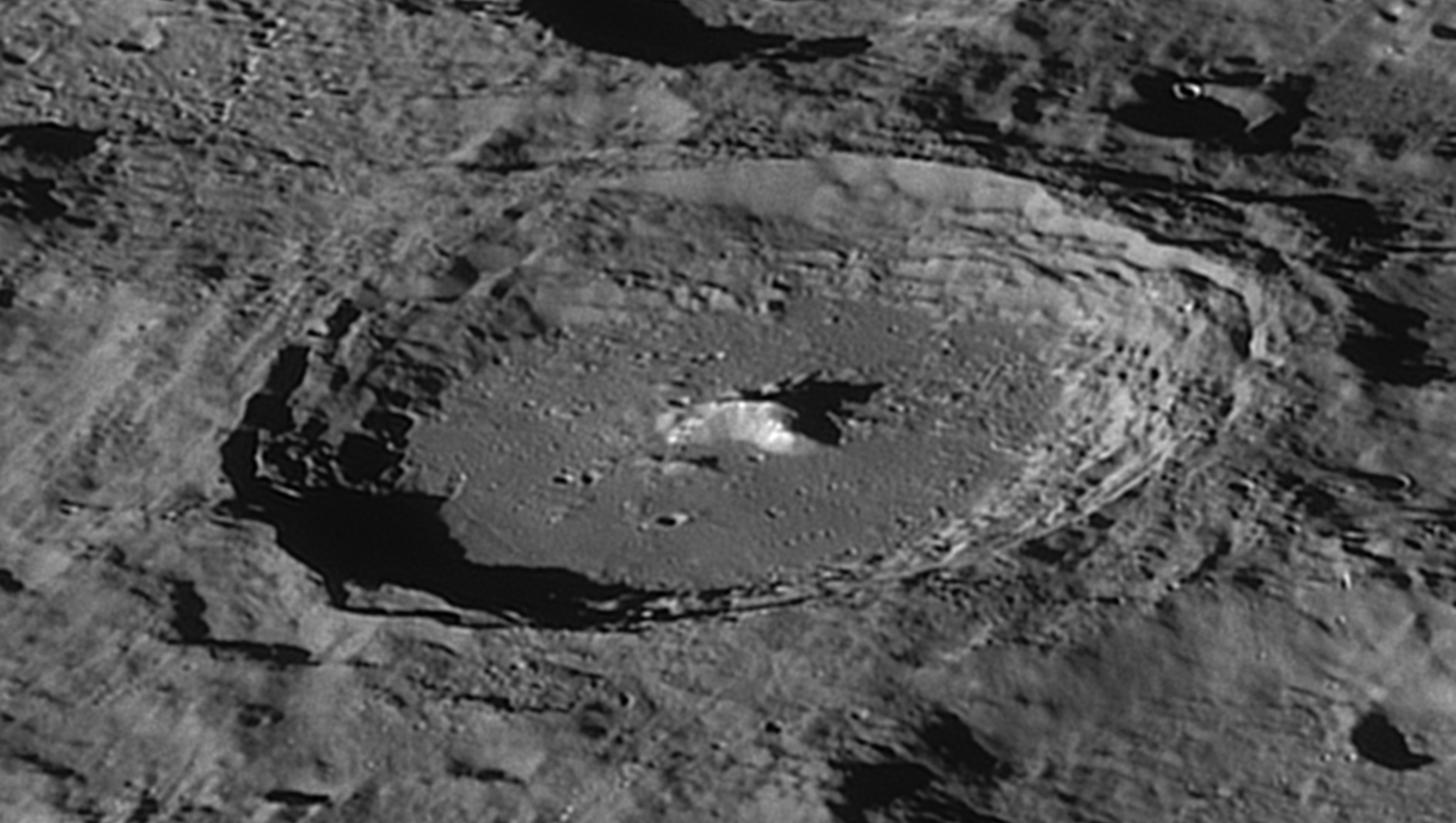
Moretus depuis un télescope terrestre.

| Moretus | Latitude | Longitude | Diamètre |
| ------- | -------- | --------- | -------- |
| A       | 70.4° S  | 13.8° W   | 32 km    |
| C       | 72.6° S  | 11.2° W   | 17 km    |